# スマーク伊勢崎
スマーク伊勢崎（スマークいせさき）は、群馬県伊勢崎市西小保方町にある、東京建物が運営するショッピングモール。

## 施設概要
建物は地上3階建。施設名となっている「SMARK（スマーク）」は「SMILE（微笑む）」と「PARK（公園）」を融合させた造語である。コンセプトは「ゴキゲンなくらし」。
付近には北関東自動車道伊勢崎ICが立地し、店舗西側を国道17号（上武道路）が通っている。

## 主なテナント

### 核テナント
- ヤオコー（2020年3月26日 - ）

撤退したベルクの後継スーパーマーケットとして出店
- MOVIX伊勢崎（2019年3月29日 - ）

### その他の主なテナント
- ユニクロ
- GU
- Right-on
- 無印良品
- ABC-MART GRAND STAGE／ABC-MART／Charlotte
- 三越
- Gigo ギーゴ
- コジマ×ビックカメラ
- アカチャンホンポ
- ロフト
- 丸善
- スポーツデポ
- Francfranc

### 過去のテナント
- ベルク（2019年8月4日閉店)
- RIOスポーツクラブ（2009年2月2日、運営会社破産により閉店）
- タリーズコーヒー（同上）
- 千金ワールド（2009年8月11日、運営会社破産により閉店）
- ウェンディーズ（2009年12月31日閉店）
- ILIO（2009年12月31日閉店）
- DOG DEPT CAFE
- 和カフェ水京香
- らぅめん助屋
- HMV（2010年7月25日閉店）
- アンラシーネ（2011年1月10日閉店）
- CANDISH（2011年6月19日閉店、GUに転換その後も2階で営業）
- ドーナッツプラント（2012年1月10日閉店）
- スキップランド（2012年8月16日閉店）
- うどんのう（2013年4月15日閉店、家族亭に転換その後閉店）
- ニトリ・デコホーム
- CINEMA&GAMES プレビ劇場
- くまざわ書店（2023年8月20日閉店）
- スーパースポーツ ゼビオ（2023年11月26日閉店）

## 交通アクセス
伊勢崎駅より、伊勢崎市コミュニティバス「あおぞら」 あずまシャトルバスの「東部モール北」バス停下車。もしくは、群馬中央バスの「スマーク伊勢崎」バス停下車。